# Eupromera gilmouri
Eupromera gilmouri là một loài bọ cánh cứng trong họ Cerambycidae.